# دنيس ألين
دنيس ألين (بالإنجليزية: Dennis Allen)‏ (2 مارس 1939 في المملكة المتحدة - 1 يناير 1995 بريدنغ في المملكة المتحدة) هو مدرب كرة قدم ولاعب كرة قدم بريطاني في مركز مهاجم داخلي. لعب مع أوستينده وتشارلتون أثلتيك ونادي بورنموث ونادي ريدنغ ونادي تشيلتنهام تاون لكرة القدم.

## وصلات خارجية
- دنيس ألين على موقع قاعدة بيانات كرة القدم.إي يو (الإنجليزية)